# Moment przejścia
Moment przejścia – wielkość określająca prawdopodobieństwo przejścia promienistego (spektroskopowego) z początkowego stanu kwantowego {\displaystyle i} do końcowego stanu kwantowego {\displaystyle f} dowolnego układu opisywanego w kategoriach mechaniki kwantowej. Prawdopodobieństwo to manifestuje się eksperymentalnie w intensywności pasma widmowego odpowiadającego temu przejściu.
Moment przejścia wyraża się wzorem:
{\displaystyle \mu _{fi}=\int \psi _{f}^{*}{\hat {A}}\psi _{i}\,d\tau ,}
gdzie {\displaystyle \psi _{i}} i {\displaystyle \psi _{f}} są odpowiednio funkcjami falowymi stanów kwantowych {\displaystyle i} i {\displaystyle f} (symbol * oznacza sprzężenie zespolone), a całkowanie jest po wszystkich zmiennych, od których funkcje zależą i całej przestrzeni im dostępnej.
{\displaystyle {\hat {A}}} jest operatorem przejścia. W przypadku większości obserwowanych przejść promienistych (tzw. przejścia E1) jest to operator elektrycznego momentu dipolowego, {\displaystyle {\hat {A}}={\hat {\mu }}.} Tak definiuje się dipolowy moment przejścia.
W przypadkach, gdy dipolowy moment przejścia jest równy zeru (przez symetrię operatora {\displaystyle {\hat {\mu }}} i funkcji falowych {\displaystyle \psi _{i}} i {\displaystyle \psi _{f}}), niezerowe mogą być momenty przejścia, w których operator {\displaystyle {\hat {A}}} jest równy operatorowi odpowiednio elektrycznego momentu kwadrupolowego lub magnetycznego momentu dipolowego. Przejścia takie określa się odpowiednio E2 oraz M1.
Prawdopodobieństwo przejścia, które determinuje intensywność pasma, zależy od kwadratu wartości bezwzględnej momentu przejścia. Przejście, którego moment jest bliski zeru określa się jako przejście wzbronione. Jednostka momentu przejścia jest taka sama jak momentu dipolowego, zatem wielkość momentu przejścia wyraża się tradycyjnie w debajach (D), lub, w układzie SI, w C·m (kulomb razy metr).